# エフエムおびひろ
株式会社エフエムおびひろは、北海道帯広市とその周辺地域を放送対象地域とするコミュニティ放送局である。コミュニケーションネームはFM-JAGA（エフエム ジャガ）。「JAGA」は地域を代表する農作物であるジャガイモに由来する。周波数77.8 MHz。放送開始は1994年（平成6年）12月。十勝毎日新聞社（勝毎）系列。

## 概要
2004年（平成16年）に実施した調査によると、帯広市内のラジオ聴取者のうち42.6%がFM-JAGAを聴取しているとの結果が出ており、帯広市およびその周辺地域において非常に高い支持率を誇る。20代以下の聴取者に限れば55.1 - 56.0%であり、特に若年層からの人気が高いと言える。2011年（平成23年）1月に実施の調査（NTTテレマート北海道帯広支店調べ）でも、エリア内支持率1位を獲得。放送番組はもちろん、ウエディングパーティーのプロデュースやクラブイベントの企画、自主レーベルCDの制作・販売など、事業展開は多岐にわたる。CMも地元クライアントは勿論、ナショナルクライアントからの出稿も多い。
同じ帯広市内にあるおびひろ市民ラジオ（FM-WING）と同様、十勝平野の広い範囲をまんべんなくカバーできるため、受信エリアも広い。そのため、原則として帯広市・音更町・芽室町・幕別町（忠類地区の一部除く）・清水町のほぼ全域が受信エリアで、その他では中札内村・士幌町・池田町の一部でも聴取でき、高性能のFMアンテナの使用によっては上士幌町・本別町・鹿追町などでも受信できることがある。また、2008年（平成20年）よりサイマルラジオに参加。インターネットラジオで聴取可能になり、聴取エリア外のリスナーが増加した。
FM-WINGが年を追うごとに、生放送番組を縮小していく一方で、当局は生ワイド番組を中心に、平日では1日13時間の自社制作生番組を実施。2015年8月までは自社制作による平日帯での夜ワイドも、14年超にわたって実施していた（「らじおPUNK!」＝月 - 土曜・2001年4月 - 2010年3月、月 - 金曜・2010年4月 - 2013年3月＝、「深・じゃが。」＝月 - 木曜・2013年4月 - 2015年8月＝）また、深夜～早朝を中心にミュージックバードの再送信を行っている。
FM-WINGが北海道新聞グループ、当局は勝毎グループということから、地元独立系メディアとしての色合いが色濃く、全道域メディアとの接点は決して強くないが、エリア内浸透度が高いことから、在札局からの依頼も多く、北海道テレビ（HTB）の番組取材（ゴトーチ!）や特別番組PRのCM放送、HBCラジオ主催イベントへの協力（FMいるかと共に） 及び同イベントの帯広開催なども行っている。また、当局専属出演者が、道内各地で実施される十勝管内のPRイベントでのMCや、エスポラーダ北海道、コンサドーレ札幌のゲームMCを務めるなど、放送エリア外でも幅広い活躍を見せている。
勝毎グループではあるが、番組内ニュースは、多くのコミュニティFM局で採用されている、読売新聞からの配信を全国（国内外）ニュースとして放送。「勝毎ニュース」としては、月 - 金曜日のHBCラジオとの同時放送（後述）と、夕刊紙である十勝毎日新聞の配達前のタイミングにその日の掲載記事を集中して紹介（「CROSSOVER TOKACHI」内、月 - 木曜 14:10 - 14:30）するほかは、記事からの引用として紹介される場合が殆どとなっている。

## 開局までの経緯
コミュニティ放送局の開局にあたっては、監督官庁である郵政省（当時）が市町村・東京都特別区・政令指定都市内の行政区において、コミュニティ放送局は1局のみとする基本原則を定めていた。
しかし、帯広市では北海道新聞グループや帯広ガスグループ、地元建設会社が中心になって設立したおびひろ市民ラジオ（FM-WING）と十勝毎日新聞が設立した当社（FM-JAGA）が競願となった。郵政省は一本化を再三指示したが両社とも拒否したため、ライバル関係にある北海道新聞と十勝毎日新聞による「事実上の代理戦争」となってしまった。その後、郵政省は事態の収拾を図るため、両局に免許を交付するという「実質的な規制緩和」を行い、帯広では2つのコミュニティ放送局が同時に開局することとなった。
現在、同一地域に複数のコミュニティ放送局が存在する地域は、他に札幌市中央区などがある。

## 主な自社制作番組
自社制作番組の殆どが2時間以上のワイド番組となっている。多くのコミュニティFM局でみられる、市民ボランティアによる番組は一切無く、殆どの番組を専属契約の出演者が担当している。以下は2023年4月現在。

### 月 - 木曜
- SHAKE IT!（しゃきっと!）（7:00 - 9:00）
- じゃらら（9:00 - 11:54）
- ごごまる（12:00 - 14:00）
- Have Some Tea（14:00 - 16:30）
- 十勝魂778（16:00 - 18:00）
- 全力帰宅部（18:00 - 19:00）

### 金曜
- おはまるフライデー（7:00 - 10:00）
- ViViD TOKACHI（10:00 - 13:00）
- フライ “ど” ポテト ～アゲアゲ金曜日～（13:00 - 17:00）
- とかちコラボRadio（14:30 - 15:00、再放送：日曜 8:30 - 9:00）
- JOY LIFE（17:00 - 19:00）
- 十勝タイム（第5金曜19:30 - 20:00、再放送：第5日曜 17:30 - 18:00）
- 三拍子高倉陵 尋常ラジオ（第1・3・5金曜 20:00 - 20:30、再放送：第1・3・5土曜 15:30 - 16:00）
- 黒澤大輔 アコギでポロポロ（第2・4金曜 20:00 - 20:30、再放送：第2・4 15:30 - 16:00）
- スカイアース魂1995（20:30 - 21:00、再放送：土曜 8:00 - 8:30）

### 土曜
- 大山慎介の復活北海道!（7:00 - 8:00、FMびゅー製作、再放送：日曜 6:00 - 7:00）
- とかちウーマンフロンティア（8:30 - 9:00、再放送：火曜19:00 - 19:30）
- Bravo Funky Voice（9:00 - 13:00）
- Driving Days（13:00 - 14:00、再放送：火曜 20:00 - 21:00）
- Toi Toi Toi（14:00 - 15:00、再放送：日曜 18:00 - 19:00）
- ばんば魂（15:00 - 15:30、再放送：日曜 17:00 - 17:30）
- 中原茂 ただ風の中で（17:30 - 18:00、再放送：月曜 20:00 - 20:30）
- anu anu～母なる森 ハポネタイから～（17:00 - 17:30、再放送：火曜 19:30 - 20:00）
- 夜が動き出した（第1･第3･第5土曜 18:00 - 19:00）
- TRIPLANEの十勝魂（第2・第4土曜 18:00 - 19:00）

### 日曜
- Feel TOKACHI（8:00 - 8:30、FM NORTH WAVE制作）
- 流のHome Made Radio♪（9:00 - 10:00）
- JAGA Sunday 19（10:00 - 13:00）
- The Rock Lounge（13:00 - 14:00、再放送：月曜 19:00 - 20:00）
- vantrip studio（14:00 - 15:00、再放送：木曜 19:00 - 20:00）
- 日曜しんや倶楽部（15:00 - 16:00、再放送：木曜 20:00 - 21:00）パーソナリティ：かみむらしんや、ふれさわひろみつ
- 青山みつ紀のKey to Happiness（16:00 - 17:00、再放送：金曜1 9:00 - 20:00）
- 桂三段のJAGARAKU!（第1日曜 17:30 - 18:00、再放送：第1月曜 20:30 - 21:00）
- すずらんのJAGAさんぽ（第2日曜 17:30 - 18:00、再放送：第2月曜 20:30 - 21:00
- 立川談吉のJAGARAKU!（第4日曜 17:30 - 18:00、再放送：第月曜 20:30 - 21:00）
- My's Style（18:00-19:00、再放送：水曜 20:00 - 21:00）
- 羽奏こはく 趣味ラジ（19:00 - 19:30、再放送：水曜 0:00 - 0:30）
- SPACE SHOWER RADIO（19:30 - 20:00、再放送：火曜日 24:30 - 25:00）

## スタジオ
本社内に2つのスタジオがある。競合局のFM-WINGで実施している、常設のサテライトスタジオは、当局では無い。
- 第1スタジオ

ミキシングルームと、アナウンスブースがそれぞれ独立したスタジオ。生放送はこのスタジオから送出されるが、DJがミキサーをワンマン操作しながら1人で放送する（Switch!、CROSSOVER TOKACHI、十勝魂778など）、ディレクターがミキシング操作してDJはブースから喋る（じゃらら）、ミキシング兼任DJとブースから喋るDJの二手に別れて放送（ebakosagramなど）と、様々な形態での送出が可能となっている。
- 第2スタジオ

主にCMや収録番組の録音用として使用

## HBCラジオとの同時放送番組
FM JAGAでは、平日に放送している以下のミニ番組をHBCラジオ帯広放送局・釧路放送局（道東エリア）へ供給。両局で同時放送している。2020年9月からは北海道放送と十勝毎日新聞社グループとの包括連携協定を締結。不定期にFM-JAGAの制作番組がHBCラジオの特別番組で放送される。
放送時間と番組（月曜 - 金曜、両局共通）
- 12:30 - 12:34／かちまいヘッドラインニュース[注 2]

かつてSTVラジオ帯広放送局と同時放送された番組
- はればれ十勝
- とかちHOT情報
- ちか子のフラット十勝 （一時期番組は休止していたが、2017年にちか子のサタデー十勝が終了したことに伴い番組が再開された。）

他に2017年7月12日放送「じゃらら」内で十勝毎日新聞社も資本参加しているFM NORTH WAVE「L」との同時放送も実施された。

## DJ
前述の通り、当局の殆どの番組は専属契約の以下の出演者によって放送されており、当局ラジオ番組の他、同じ勝毎グループのケーブルテレビ（OCTV）でのナレーションや出演、毎年8月13日に開催され、当局でも実況生中継を行う「勝毎花火大会」を始めとして、十勝管内を中心に、道内各地での各種イベントMCなどでも活躍している。
- 浅岡めぐみ
- 江畠秀美
- 太田道子
- 梶山憲章
- 栗谷昌宏

- 湖西しーた
- miho
- 山本めぐみ
- 米澤愛

### 過去のDJ
- 上平奈波（ - 2007年3月、らじおPUNK 2代目パートナー）
- 道見倫子（現在は営業スタッフ、らじおPUNK 初代パートナー）
- 宮本亜矢乃（2007年4月 - 2012年3月、らじおPUNK 4代目パートナー）
- 大留麻璃（2012年4月 - 2012年6月、らじおPUNK 6代目パートナー）
- 杉山悦子
- のせかなえ
- 平吉将
- 柴田ちひろ
- 福嶋裕介
- 小林愛
- 江畠智奈美
- 土井和希（2015年8月の「深・じゃが。」終了以降も、制作スタッフを務める）
- あべまさよ（1994年12月 - 2016年4月）
- 高木公平（現在も「Vantrip Studio」のDJを務める）
- 後藤朋子（後に十勝毎日新聞札幌支社に勤務し、「Feel TOKACHI」のDJを務める）
- 上野山彰（1994年12月 - 2021年9月）

## その他
- 元DREAMS COME TRUEの西川隆宏（音更町出身）が2004年（平成16年）頃に番組をやっていたこともあった。
- 毎年12月初旬にリスナーとパーソナリティーの交流イベント、「FUN・FANナイト」を実施。チケット制で、20歳以上のリスナーが条件である（お酒を提供するお店の為）ものの、チケットの完売は年を追う毎に短期間になっている。2012年（平成24年）は、発売3日間で売り切れとなった。